# Monica Samassa
Monica Samassa (Udine, 6 dicembre 1965 – Longiano, 25 febbraio 2016) è stata un'attrice italiana.

## Biografia
Dopo essersi diplomata alla Scuola dopo il Teatro diretta dal regista russo Jurij Leonovič Al'šic, vinse la borsa di studio indetta dalla Comunità europea Le lingue del teatro, prendendo così parte ad un prestigioso laboratorio teatrale a Firenze.
Durante la sua formazione incontrò diversi maestri come John e Susan Strasberg, Jean-Pierre Marielle, Kaja Anderson, Elisabeth Sabin (del Théâtre du Soleil di Parigi), Alessandro Marinuzzi, Karl Miller (del Royal Court Theatre di Londra), Barbara Nativi (del Teatro della Limonaia di Sesto Fiorentino), Marcello Magni e Kathryn Hunter (del Théâtre de Complicité di Londra).
Ha svolto anche alcune docenze presso l'accademia teatrale ITACA, unico centro di formazione stabile per attori e registi in Puglia.

### Carriera teatrale
La sua formazione classica l'ha portata a recitare in molti teatri ed in diversi spettacoli. Ha preso parte alla messa in scena della tragedia scespiriana Troilo e Cressida, con la regia di Gianpiero Borgia nel ruolo di Pandaro, e in precedenza ha preso parte all'Hamlet con la regia di Daniele Fior per il Teatro la Rampa, di Roma. In tempi più recenti aveva recitato accanto a Giuseppe Battiston e in un lavoro di Fausto Paravidino nel quale interpretava il ruolo della madre di lui. Ed è per quel ruolo che Nanni Moretti l'ha voluta tra le attrici del suo film uscito nel 2015.

### Morte
Durante il suo ultimo impegno teatrale faceva parte della compagnia teatrale di Fausto Paravidino, con la quale era impegnata nella preparazione della recita. Sono stati i suoi colleghi a scoprire che Monica Samassa si era tolta la vita, a soli 50 anni, nella sua stanza. Al Teatro Errico Petrella di Longiano, in provincia di Forlì-Cesena, stava provando I vicini, di Paravicino, con lo Stabile di Bolzano, che avrebbe debuttato il 3 marzo successivo, per poi iniziare una tournée in vari teatri italiani.

## Filmografia

### Cinema
- Mia madre, regia di Nanni Moretti
- Cardiofitness, regia di Fabio Tagliavia
- Il regista di matrimoni, regia di Marco Bellocchio
- Mare nero, regia di Roberta Torre
- Keawe, regia di Valerio Binasco
- La forza del passato, regia di Piergiorgio Gay
- A forma di cuore, regia di Marco Speroni
- La bionda, regia di Sergio Rubini
- Sottopelle, regia di Clara Salgado
- Pressure (1997), regia di Anita Sieff
- Oblò, regia di Paolo Fattori
- Sabbia d'oro, regia di Totò Onnis
- Mare nero, regia di Roberta Torre
- Boris - Il film, regia di Luca Vendruscolo

### Televisione
- R.I.S. 4 - Delitti imperfetti, Canale 5, episodio 4x14
- Nati ieri, Canale 5, regia di Luca Maniero
- Codice rosso, Canale 5
- Provincia segreta, Rai 1
- Ultimo concerto, Rai 2, regia di Felice Laudadio
- Bianco e nero, Rai 3, regia di Fabrizio Laurenti

## Radio
- La telefonata, Rai Radio 3
- Vita di Marilyn Monroe, Rai Radio 3
- Vita di Charles Manson, Rai Radio 3
- Vita di Rodolfo Valentino, Rai Radio 3